# توم كامبل (سياسي)
توم كامبل (بالإنجليزية: Tom Campbell)‏ هو سياسي أمريكي، ولد في 14 فبراير 1959 في غرافتون في الولايات المتحدة. حزبياً، نشط في الحزب الجمهوري.